# ジェラーチ・シークロ
ジェラーチ・シークロ（イタリア語: Geraci Siculo, シチリア語: Jiraci）は、イタリア共和国シチリア自治州パレルモ県にある、人口約1,800人の基礎自治体（コムーネ）。

## 地理

### 位置・広がり
パレルモ県のコムーネ。県都パレルモから東南東へ75kmの距離にある。

#### 隣接コムーネ
隣接するコムーネは以下の通り。括弧内のMEはメッシーナ県、ENはエンナ県所属を示す。
- カステル・ディ・ルーチョ (ME)
- カステルブオーノ
- ガンジ
- ニコジーア (EN)
- ペトラリーア・ソプラーナ
- ペトラリーア・ソッターナ
- サン・マウロ・カステルヴェルデ

## 文化・観光
「イタリアの最も美しい村」クラブ加盟コムーネである。